# Nigel Hall (beeldhouwer)
Nigel Hall (Bristol, 1943) is een Engelse beeldhouwer en tekenaar.

## Leven en werk
Nigel Hall, de kleinzoon van een steenhouwer, werd geboren in Bristol en groeide op in South Gloucestershire. Hij studeerde van 1960 tot 1964 aan het West of England College of Art in Bristol en vervolgde zijn kunstopleiding aan het Royal College of Art in Londen, waar hij in 1967 afstudeerde. Met een beurs, een Harkness Fellowship, verbleef hij van 1967 tot 1969 in de Verenigde Staten.
Hij woonde destijds in Los Angeles en bereisde de Verenigde Staten, Canada en Mexico. Van 1971 tot 1974 was hij docent en van 1974 tot 1981 hoofddocent sculptuur aan het Royal College of Art.
In 1967 had Hall zijn eerste tentoonstelling in Galerie Givaudan in Parijs. Vele tientallen solo-exposities volgden in New York, Los Angeles, Perth, Melbourne, Sydney, Tokio, Zürich, Düsseldorf, Keulen, Mannheim en Rome.
Een kennismaking met het Amerikaanse landschap van de Mojave Desert in 1967 had een blijvende invloed op zijn verdere ontwikkeling als abstracte beeldhouwer. Nigel Hall werd uitgenodigd voor deelname aan de Biennale de Paris van 1975 in Parijs, documenta 6 van 1977 in Kassel en de internationale sculptuurexpositie Blickachsen in Bad Homburg vor der Höhe (Hessen) editie 3 (2001), editie 4 (2003) en editie 5 (2005). Zijn werk is opgenomen in vele publieke en particuliere collecties in de hele wereld. Zijn grootste werk, een wandsculptuur, bevindt zich sinds 1993 aan het North Quay Service Building bij de ingang van de Thameslink Road Tunnel in Londen.
De kunstenaar woont en werkt sinds 1985 in de Londense wijk Notting Hill.
Ook in Belgische collecties vinden we werk terug van Nigel Hall. Zo omvat de private collectie van Jos Knaepen enkele werken van de kunstenaar. Met naam, twee tekeningen: Drawing No. 129 (1979) en Drawing No. 968 (1995)

## Werken (selectie
- 1992 Views of the interior
- 1995 Passage
- 1996 Soglio VI
- 2000 The Now
- 2000 Kiss
- 2001 Slow Motion
- 2003 Streched Diagonals
- 2006 Crossing (Vertical)
- 2007 Wider Passage

## Beeldenparken
Zijn werk is opgenomen in de collectie van beeldenparken als:
- Cass Sculpture Foundation in Engeland
- Yorkshire Sculpture Park in Engeland
- Beeldenpark van de Kunsthalle Mannheim in Mannheim, Duitsland
- Sculpture at Schönthal in Zwitserland
- Beeldenpark van de National Gallery of Australia in Canberra, Australië

## Fotogalerij

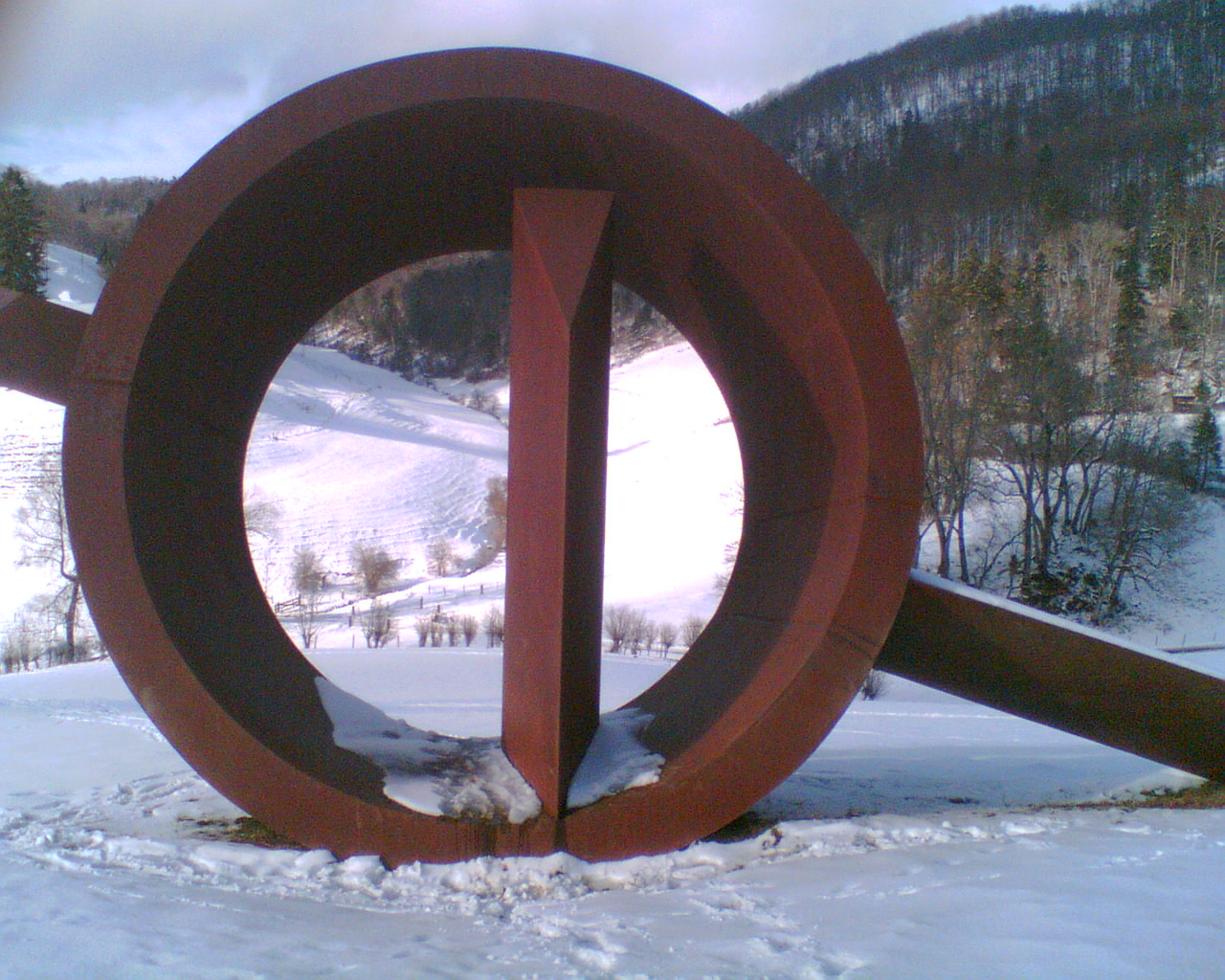
Soglio in Schönthal
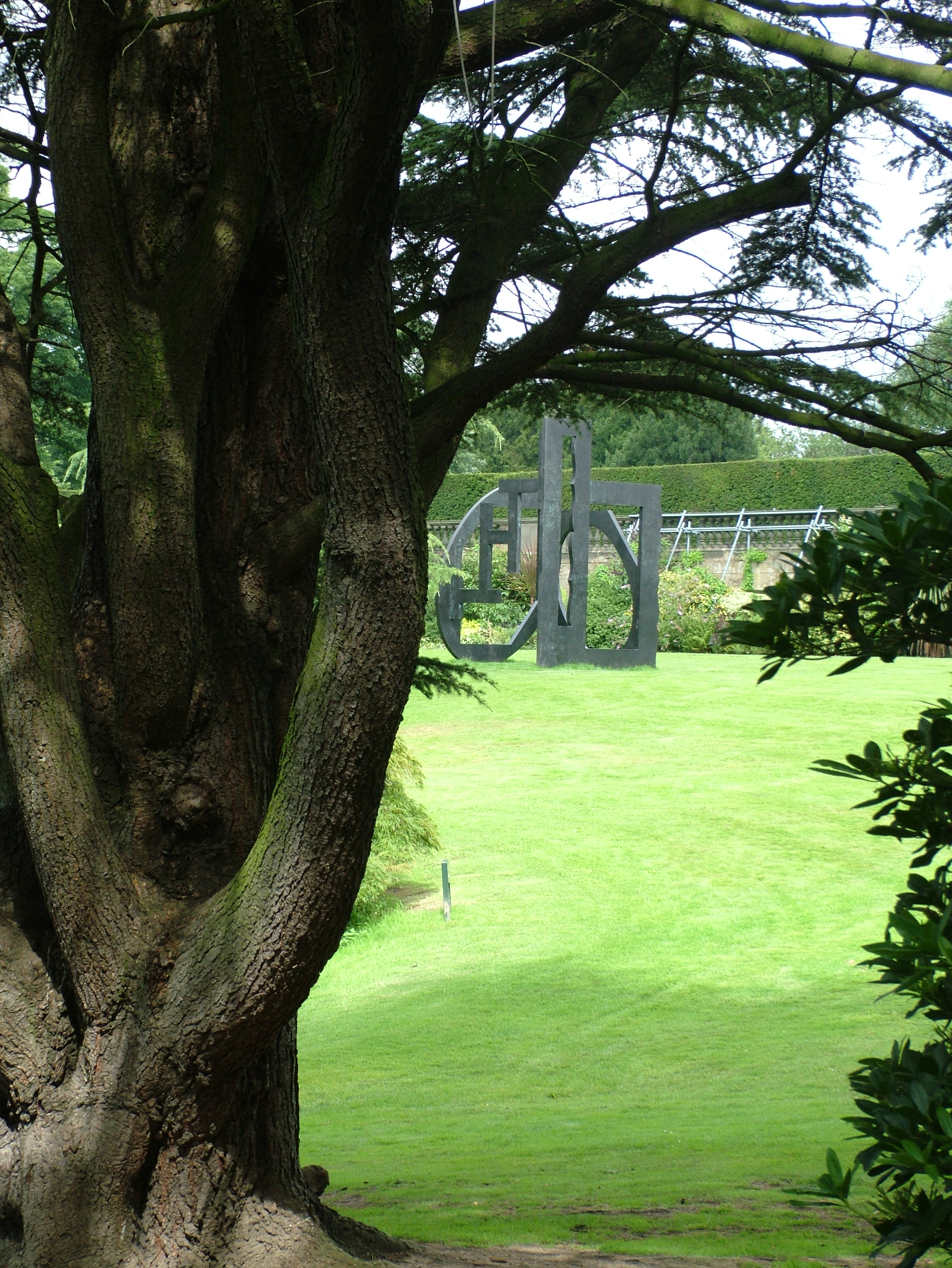
Streched Diagonals in het Yorkshire Sculpture Park
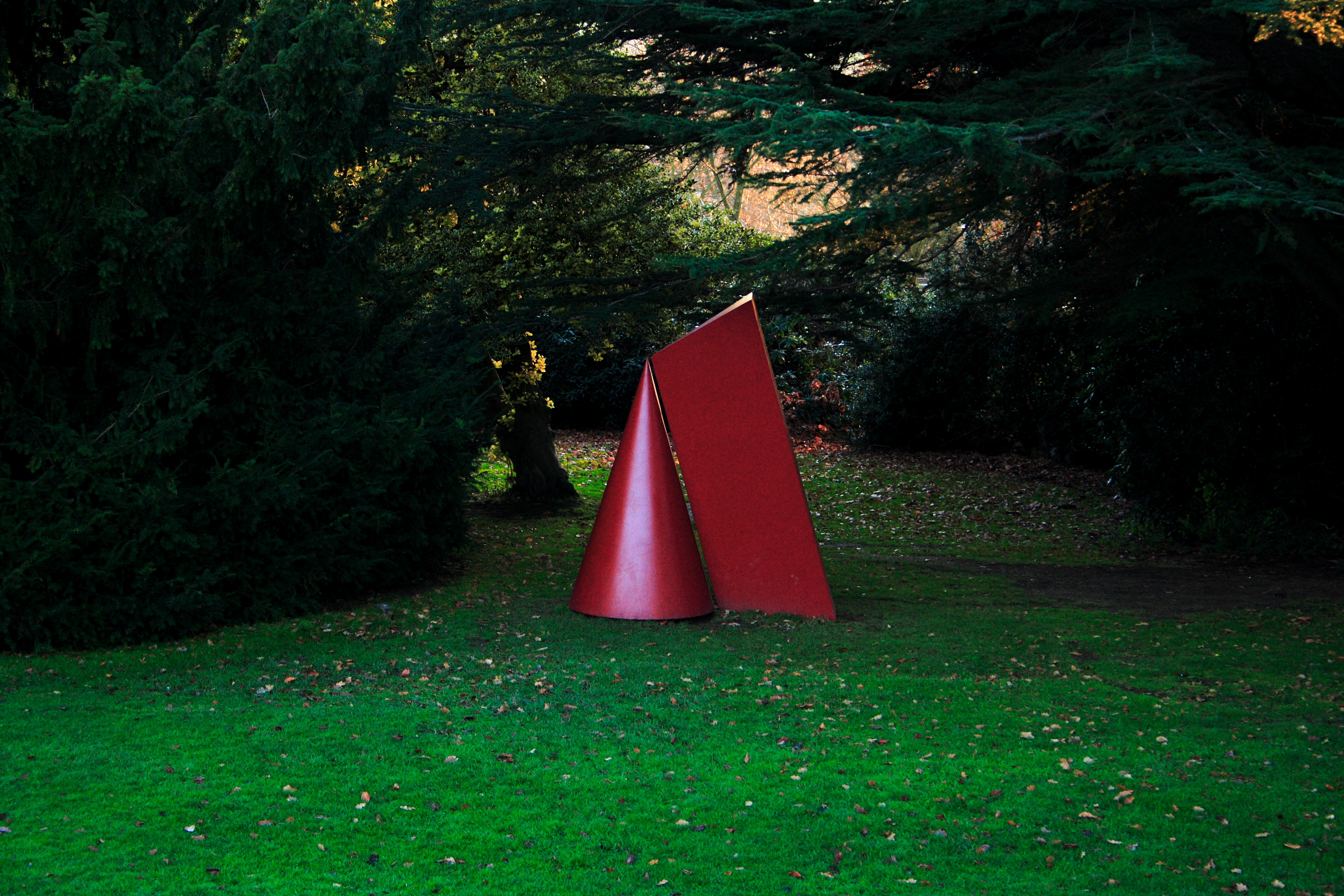
Kiss in het Yorkshire Sculpture Park
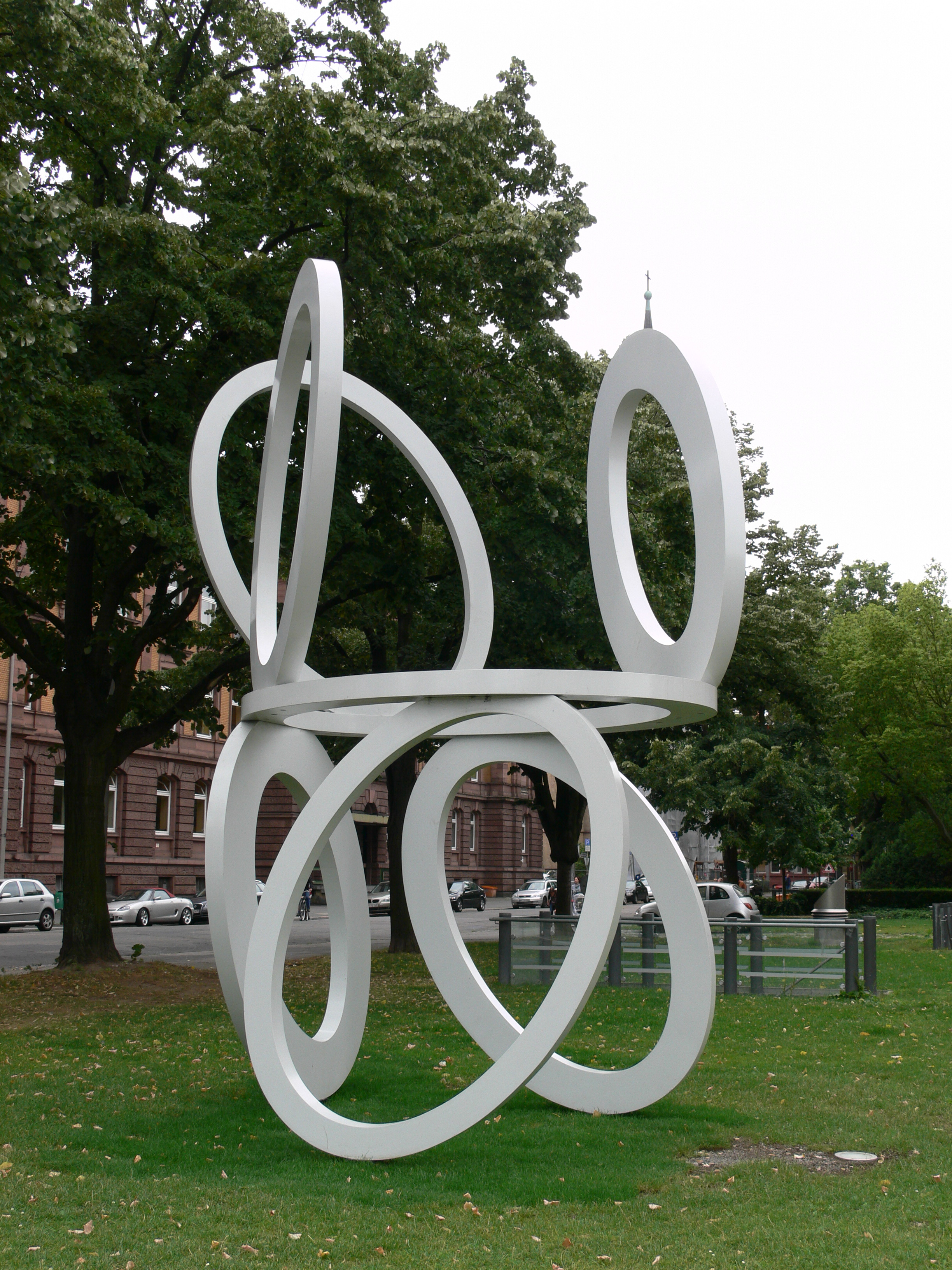
Slow Motion in Mannheim